# 漏れ
漏れ（もれ、英: leak リーク）は、JISの定義では、流体がシール部分から流出、あるいは流入する現象をいう。

## 流体の漏れ
接面のすきまから漏れる「接面漏れ」と、シール材そのものの繊維や細孔にしみこんで漏れる「浸透漏れ」、シール材の内部を分子レベルで通り抜ける「透過」などに分類できる。
漏れの有無を確認するために行う試験には、浸透液を用いるもの (JIS Z2343)、試験体内部を加圧または減圧して圧力変化を観測するもの (JIS Z2332)、ヘリウムやハロゲンガスを注入しガス検知器で漏れを検出するもの (JIS Z2331)、などがある（非破壊検査も参照せよ）。油圧・空気圧システムにおいては、動作流体のうち有効な仕事をしない部分を漏れと定義する。

### シール、シールの理論
圧力・物質等が異なる空間を仕切り、漏れを防ぐための部分をシールという。エンジンの回転軸や発電機のタービン軸、冷凍機の冷媒ポンプのように、潤滑油の漏れを止め、機械内部への異物の侵入を防ぐと同時に、摩擦係数が小さく、摩耗に耐え、かつ油に耐える材質のシールの開発は重要な課題である。機械が高圧、高回転数を実現するには、それに応じたシールが不可欠である。戦後の機械の高度化は、1930年代のシール材料の高度化なくしては実現しなかった。技術の進歩とともにシールに要求される条件も増してきており、今日の工業では500キロがかかるシール部の漏れを止める需要すらある。
シール部に径方向の微小なすきまがあるとき、ここから漏れる流体の流量は古典的な流体力学の仮定をおくと以下の式で示される：
```
Q = πd
m
h
o
3
(p
1
-p
2
) / 12ηb
```

ただし、
dm : 接面の直径、
ho : すきまの高さ、
p1 : 密封圧力、
p2 : 外圧、
η : 動粘度、
b : 有効密封幅
オイルシールやメカニカルシールのように密封面が回転、しゅう動する場合、密封面には封入しようとする流体が膜を作り、軸とケーシングが直接接触しない状態になる。直接接触していたら、シールは直ちに焼き付くか摩耗することになる。
前述の計算式で示した通り、単位時間当たりの漏れの量は、すきまの開口幅の３乗に比例するので、すきま幅が完全にゼロでない限り漏れるはずである。ところが、実際の現象としては、液膜の厚さの分だけのすきまがあるのに漏れない。なぜ漏れないのかは、解明されていない。これを説明するために次のようなメカニズムが考えられている：
二層流説
回転や摺動により液体の圧力が下がり、蒸発したり溶存したガスが揮発したりして気泡ができ（キャビテーション）、液体の連続性が途切れるので漏れない。
ポンピング作用説
回転や摺動による変位と、圧力変動の変位の位相差によって、内側に向かう圧力勾配が発生するから漏れない
表面張力説
すきま内の液の気液界面のメニスカスに生じる表面張力により界面が保たれるから漏れない
吸着説
すきま内の液が流動性のない境界膜を形成して密封面に吸着しているので漏れない

### 流体の漏れ関連項目
- 雨漏り - 流体の中でも特に雨水が屋根で防ぎきれずさまざまなことが原因で建物内などに漏れ入ってくること。
  - ふるやのもり - ある泥棒が老夫婦の暮らす家に忍び込んだものの、老夫婦が「この世で一番怖いのは、泥棒よりも、狼よりも“ふるやのもり”だ」と話しているのを聞いて、いったいどんな化け物だろう!?と泥棒が震え上がってしまい退散してしまった、という民話、笑い話。[注釈 1]
- ガス漏れ（en:Gas leak） - ガス類全般が漏れること。家庭内で一般人が「ガス漏れ」と言う場合は、主に都市ガスやプロパンガスのガスが漏れてしまいガス爆発事故を引き起こしかねない危険な状態を指している。
- 尿漏れ - （やはり流体であるが）尿を溜めておく膀胱の筋肉が弱まるなどして完全に止めきれず漏れてしまうこと。尿失禁、便失禁なども参照可。

## 流体以外の漏れ
電流の漏れ
電気用語（強電用語）では、電流が絶縁を破って本来の回路から漏れてしまうこと、発電所から送電されている電流（100-200 V程度の交流電流）が通常の回路から漏れてしまうことは一般に漏電という。
エレクトロニクスの分野では、電子回路を流れる電流が回路から漏れてしまうことはリーク電流という。
電磁波の漏れ
電磁波の場合は通常は「電磁波シールド」で漏れないようにしているが、電磁波が漏れることは漏洩電磁波という。電気器具類から漏れた電磁波が原因でさまざまな電子機器が誤動作してしまうことも起きるので、各国で技術的な基準が定められている。日本では電気用品安全法が1961年に公布され、これには電気器具から漏れる電磁波のことに関する規定も含まれており、この法律の施行以降、電気製品類は販売する前に検査を受けPSEマークを取得し表示している。
物理用語、物理の実験用語
放射線、レーザー、粒子ビームなどについても、設計上期待する遮蔽性能またはストッピング能が不足していて想定以上に外に出る場合はやはり漏れと呼ぶ。